# Miroslav Ilić
Miroslav Ilić (en serbio cirílico Мирослав Илић; nacido el 10 de diciembre de 1950 en Mrčajevci, RFS de Yugoslavia) es un célebre cantautor y letrista serbio de folk-pop. Es uno de los intérpretes de mayor éxito comercial en la historia de la música serbia.
Se le conoce con el apelativo de Slavuj iz Mrčajevaca ("El ruiseñor de Mrčajevci") y ha colaborado con muchos destacados músicos del ámbito de la antigua Yugoslavia, como Lepa Brena.
Es conocido por su potente voz y sus emotivas letras, que hablan del amor, de los sentimientos, de la alegría y el júbilo, pero también de la tristeza y el dolor. Además, en su repertorio cuenta con muchas canciones patrióticas. Su música combina rasgos del pop occidental y del folclore balcánico, y en sus arreglos los instrumentos tradicionales de la música balcánica se entremezclan con los instrumentos modernos de la música electrónica (sintetizador, guitarra eléctrica, caja de ritmos).

## Carrera
Ilić terminó la escuela secundaria en Čačak y luego estudió ingeniería eléctrica en la Universidad de Skopje. Su carrera como cantante comenzó en 1972 con la canción Voleo sam devojku iz grada ("Amé a una chica de la ciudad"), compuesta por Obren Pjevović y con letra de Dobrica Erić, que grabó en el estudio Diskos de Aleksandrovac. Después de esta canción, Ilić alcanzó un gran éxito con el LP Sreli smo se, bilo je to davno ("Nos conocimos hace mucho tiempo"), lanzado en 1979 con el sello discográfico PGP RTB de la Radiotelevisión de Belgrado.
En los años siguientes, comenzó a colaborar con los compositores Dragan Aleksandrić, Predrag Vuković y el letrista Radmilo Todorović Babić.
El mánager Raka Đokić se hizo cargo de su carrera y actuó en conciertos con Lepa Brena, con quien formó uno de los dúos más populares de toda la antigua Yugoslavia. En 1985 publicaron un mini-LP con la exitosa canción Jedan dan života ("Un día de vida").

## Discografía

### Álbumes
- Ovom te pesmom pozdravljam (1973)
- Voleo sam devojku iz grada (1975)
- Sreli smo se, bilo je to davno (1979)
- U svet odoh majko (1980)
- Tako mi nedostaješ (1981)
- Shvatio sam, ne mogu bez tebe (1982)
- Pozdravi je, pozdravi (1983)
- Putujem, putujem (1984)
- Jedan dan života [con Lepa Brena] (1985)
- Zoveš me na vino (1985)
- Tebi (1986)
- Misliš li na mene (1987)
- Balada o nama (1988)
- Lažu da vreme leči sve (1989)
- Šta će nama tugovanje (1990)
- Prošlost moja (1993)
- Probudi se srce moje (1996)
- Čuvajte mi pesme (1998)
- Što si rano zaspala (1999)
- Tek smo počeli (2001)
- Može li se prijatelju (2002)
- Eto mene (2004)
- Dajem reč (2005)
- Mani me godina (2010)
- Volim te neizlečivo (2014)

### Sencillos
- Poslušajte pesmu moju (1965)
- Vesna stjuardesa (1972)
- Selo moje, zavičaju mio (1973)
- Oj, Moravo zelena dolamo (1973)
- Zora zori, dan se zabijelio (1973)
- Hiljadu suza (1974)
- Gina (1974)
- Vragolan (1974)
- Šta je život (1975)
- Šta bi htela kad bi smela (1976)
- Boem (1976)
- Ja ne igram kako drugi svira (1977)
- Jelena (1977)
- Vino točim, a vino ne pijem (1978)
- Otvor’ prozor curice malena [con Dobrivoje Topalović] (1979)
- Koliki je ovaj svet (1979)
- Joj Rado, joj Radmila (1980)
- Gde si sada [película Sok od šljiva] (1981)
- Jedan dan života (1985)